# Conduriri (distrito)
Conduriri é um distrito do Peru, departamento de Puno, localizada na província de El Collao.

## Transporte
O distrito de Conduriri é servido pela seguinte rodovia:
- PE-38A, que liga o distrito de Santa Rosa à cidade de Puno (Região de Puno)[1][2][3]

## Alcaide
- 2011-2014: Gumercindo Ninaraqui Cutipa
- 2007-2010: Pedro Montalico Quenta